# 托马斯·弗吕曼
托马斯·弗吕曼（德語：Thomas Frühmann，1953年1月23日—），奥地利男子马术运动员。他曾代表奥地利参加1976年和1992年夏季奥林匹克运动会马术比赛，其中1992年奥运会获得一枚银牌。